# NXT Great American Bash (2023)
NXT Great American Bash war eine Wrestling-Veranstaltung der WWE, die auf dem WWE Network und dem Streaming-Portal Peacock ausgestrahlt wurde. Sie fand am 30. Juli 2023 im H-E-B Center in Cedar Park, Texas, Vereinigte Staaten statt.

## Hintergrund
Im Vorfeld der Veranstaltung wurden sieben Matches, davon eines für die Pre-Show angekündigt.
Diese resultierten aus den Storylines, die in den Wochen vor NXT Great American Bash bei NXT, der wöchentlich auf dem WWE Network ausgestrahlten Show der Entwicklungs-Liga der WWE gezeigt wurden.

## Ergebnisse
| Matchart                                                   |                                                            |                      |                                                                | Zeit  |
| ---------------------------------------------------------- | ---------------------------------------------------------- | -------------------- | -------------------------------------------------------------- | ----- |
| Eight-Person Mixed Tag Team Match Pre-Show-Match           | Nathan Frazer, Dragon Lee, Valentina Feroz und Yulisa León | bes.                 | Meta-Four Noam Dar, Oro Mensah, Lash Legend und Jakara Jackson | 10:50 |
| Tag-Team-Match um die NXT Tag Team Championship            | The D’Angelo Family Channing Lorenzo und Tony D’Angelo     | bes.                 | Gallus Wolfgang und Mark Coffey (C)                            | 8:43  |
| Singles-Match                                              | Roxanne Perez                                              | bes.                 | Blair Davenport                                                | 11:49 |
| Singles-Match                                              | Gable Steveson                                             | Draw Double Countout | Baron Corbin                                                   | 6:29  |
| Triple-Threat-Match um die NXT North American Championship | Dominik Mysterio (C)                                       | bes.                 | Mustafa Ali und Wes Lee                                        | 12:07 |
| Submission-Match um die NXT Women’s Championship           | Tiffany Stratton (C)                                       | bes.                 | Thea Hail                                                      | 11:42 |
| Singles-Match um die NXT Championship                      | Carmelo Hayes (C)                                          | bes.                 | Ilja Dragunov                                                  | 24:13 |

| Funktion      | Name         |
| ------------- | ------------ |
| Kommentatoren | Booker T     |
| Kommentatoren | Vic Joseph   |
| Pre-Show      | Megan Morant |
| Pre-Show      | Sam Roberts  |
| Pre-Show      | Matt Camp    |